# José Acevedo (pintor)
José Acevedo   (Castropol, segle XIX - valor desconegut) va ser un pintor asturià.
Va néixer a Castropol. Es va formar a l'escola de la Reial Acadèmia de Belles Arts de Sant Ferran. A l'Exposició Nacional de Belles Arts de 1860 va presentar una pintura titulada Un nen aiguader contemplant amb tristesa un càntir que se li ha trencat. Va ser membre de la Societat Protectora de Belles Arts, participant a les seves sessions pràctiques i a la qual va presentar un esbós realitzat amb llum artificial titulat La sorpresa. Així mateix, va fer dibuixos per gravar i litografies per a la Historia del Escorial, publicada per Antonio Rotondo, també per a l'obra Viaje a Oriente de la fragata Arapiles, participant en nou làmines entre 1873 i 1880 a l'establiment de José María Mateu, un total de quatre aquarel·les i dibuixos de la seva mà i la resta litografies o cromolitografies, i finalment va executar-ne per a diverses obres mèdiques. Segons Ossorio, va ser ajudant de les classes de dibuix de l'Escola d'Arts i Oficis, de la qual, segons Papí, posteriorment va arribar a ser-ne catedràtic.